# Terril Saint-Antoine
Le terril Saint-Antoine est un terril situé dans la commune de Dour et de Boussu en Belgique. D'une superficie de 33 ha 0 ares 35 ca  Il s'étend dans sa plus grande longueur sur plus de 1 km de long. Il fait 60 m de haut et possède un volume de 32 944 000 m3. 

## Histoire
Le charbonnage de Boussu-Bois, associé au terril, débute en 1832 et s'achève en 1961. Il est actuellement la propriété de la commune de Boussu.
Durant le charbonnage, plusieurs coups de grisou eurent lieu, et plusieurs morts par la même occasion.
Le terril a été exploité pour son schiste. Cette exploitation a pris fin en 2012.

## Écologie
Après la fin d'exploitation, le terril a été réaménagé et consolidé par des plantations de bouleau et autres espèces indigènes.
L'exploitation du terril a entraîné la formation naturelle de petits plans d'eau et roselières.
Au sommet du terril Saint Antoine, on peut bénéficier d'un panorama sur la région. 
Autrefois défendu par Carlo Di Antonio (actuel bourgmestre de Dour et député au parlement wallon), le Dour Musique Festival utilisait notamment l'assise élougeoise du terril pour y installer des chapiteaux.
Le terril est accessible par le Ravel, récemment la commune de Boussu a fait poser d'énormes pierres pour éviter l'accès au site par les véhicules 4×4 et les quads. 
On peut y trouver des minéraux comme le quartz, ou même de la sidérite. 
Le terril abrite quelques espèces typiques de ce milieu telles que la Gorgebleue à miroir, le Bruant des roseaux et la Rousserolle effarvatte. Mais le terril présente aussi des reptiles tel que l'Orvet commun  (Anguis fragilis) ou même le Lézard vivipare (Zootoca vivipara).
Au niveau de la flore, on peut trouver plus de 100 espèces.

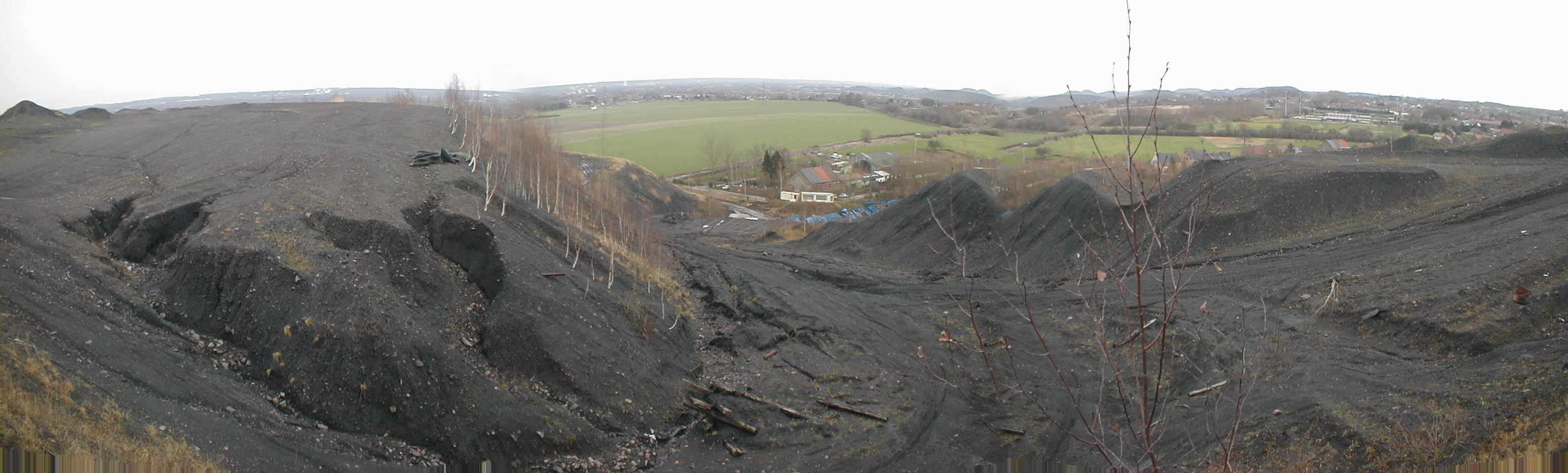
Panorama du Terril Saint-Antoine.

## Classement
Le terril Saint Antoine est classé selon l'Arrêté ministériel de 1995 en catégorie B - Exploitable.
Bien que ce ne soit pas un classement, le site est reconnu comme site de grand intérêt biologique (SGIB) : 1888 - Terril Saint Antoine.

## Site de Grand Intérêt Biologique (SGIB)

### Biotopes
Selon la typologie WalEUNIS, le terril Saint Antoine possède différents biotopes :
| Code WalEUNIS | Habitats |
| ------------- | --- |
| C1            | Eaux stagnantes |
| C3.21         | Phragmitaies (roselières "vraies")                                                                                      |
| E1.9          | Pelouses sur sable |
| E5.6          | Végétations rudérales                                                                                                   |
| G1.911b       | Boulaies de colonisation ou de dégradation, à l'exception des boulaies tourbeuses et des chênaies-pédonculées à bouleau |
| G5.6ba        | Colonisation forestière feuillue spontanée de milieux ouverts non forestiers                                            |
| J3            | Sites industriels extractifs                                                                                            |

### Espèces
Les paragraphes "faune" et "flore" ci-dessous décrivent une partie (liste non exhaustive) de la faune et de la flore que l'on peut rencontrer sur le Site de Grand Intérêt Biologique du terril Saint Antoine.
Ce site comprend de vastes zones dénudées, des pelouses ouvertes, des friches, des plans d'eau, des roselières et divers boisements pionniers. Le site présente avant tout un intérêt faunistique, par la présence de plusieurs espèces d'amphibiens et d'une série d'insectes peu communs (orthoptères en particulier).

#### Faune
| Classe   | Nom scientifique               | Nom vernaculaire       | Illustration |
| -------- | ------------------------------ | ---------------------- | ------------ |
| Aves     | Acrocephalus scirpaceus        | Rousserolle effarvatte |              |
| Aves     | Emberiza citrinella            | Bruant jaune           |              |
| Aves     | Emberiza schoeniclus           | Bruant des roseaux     |              |
| Aves     | Locustella naevia              | Locustelle tachetée    |              |
| Aves     | Luscinia svecica               | Gorgebleue à miroir    |              |
| Aves     | Oenanthe oenanthe              | Traquet motteux        |              |
| Aves     | Perdix perdix                  | Perdrix grise          |              |
| Aves     | Saxicola rubicola              | Tarier pâtre           |              |
| Aves     | Sylvia curruca                 | Fauvette babillarde    |              |
| Amphibia | Alytes obstetricans            | Alyte accoucheur       |              |
| Amphibia | Bufo bufo                      | Crapaud commun         |              |
| Amphibia | Bufo calamita                  | Crapaud calamite       |              |
| Amphibia | Ichthyosaura alpestris         | Triton alpestre        |              |
| Amphibia | Lissotriton helveticus         | Triton palmé           |              |
| Amphibia | Lissotriton vulgaris           | Triton ponctué         |              |
| Amphibia | Rana temporaria                | Grenouille rousse      |              |
| Reptilia | Anguis fragilis                | Orvet commun           |              |
| Reptilia | Zootoca vivipara               | Lézard vivipare        |              |
| Insecta  | Anisosticta novemdecimpunctata | Coccinelle des roseaux |              |
| Insecta  | Oecanthus pellucens            | Grillon d'Italie       |              |
| Insecta  | Oedipoda caerulescens          | Criquet à ailes bleues |              |
| Insecta  | Phaneroptera falcata           | Phanéroptère commun    |              |
| Insecta  | Tetrix ceperoi                 | Tetrix des vasières    |              |
| Insecta  | Panurgus calcaratus            |                        |              |

#### Flore
| Nom scientifique    | Nom vernaculaire | Illustration |
| ------------------- | ---------------- | ------------ |
| Filago minima       |                  |              |
| Ophrys apifera      | Ophrys abeille   |              |
| Rosa rubiginosa     | Rosier rouillé   |              |
| Verbascum blattaria | Molène blattaire |              |

#### Espèces exotiques
Les espèces suivantes sont des espèces exotiques envahissantes qu'il faut gérer afin de les faire disparaitre du site.
| Nom scientifique         | Nom vernaculaire       | Illustration |
| ------------------------ | ---------------------- | ------------ |
| Buddleja davidii         | Buddléia               |              |
| Cotoneaster horizontalis | Cotonéaster horizontal |              |
| Robinia pseudoacacia     | Robinier faux-acacia   |              |
| Prunus serotina          | Cerisier tardif        |              |